# Ruffhouse Records
Ruffhouse Records — американський лейбл звукозапису, створений 1989 року.
Засновниками лейблу були колишній музикант Кріс Шварц та продюсер Джо Ніколо. В середині 1980-х років Шварц був менеджером репера Schoolly D, а Джо Ніколо володів студією Studio 4 Recording в Філадельфії. 1989 року вони вирішили об'єднати зусилля та створити компанію, яка б не лише записувала музику, але й розповсюджувала б музичні альбоми виконавців. Вони досягли домовленості із Enigma/Capitol Records і створили власний лейбл Ruffhouse Records, який мав бути орієнтований на хіп-хоп-виконавців. Ще за рік вони підписали контракт на розповсюдження альбомів із Columbia Records.
На початку існування Ruffhouse Records співпрацював лише з декількома виконавцями, проте кожному з них він гарантував вихід принаймні двох альбомів. Першим гучним успіхом компанії став гурт Cypress Hill: їхній дебютний сингл «The Phuncky Feel One» очолив реп-чарти, а перші два альбоми були продані накладом в декілька мільйонів примірників, причому другий — Black Sunday (1993) — очолив хіт-парад Billboard 200. Серед інших досягнень лейблу — сингл «Fuck Compton» Тім Дога (1991), «Half Time» репера Nas (1991), альбоми Totally Krossed Out (1992) та Da Bomb (1993) дуету Kriss Kross. В середині дев'яностих на Ruffhouse Records вийшов альбом Fugees The Score, який отримав дві нагороди «Греммі», а пізніше — сольні роботи колишніх учасників Fugees Pras, Вайклефа Жана та Лорін Гілл.
1999 року Шварц та Ніколо вирішили закрити лейбл, а всі музиканти перейшли до Columbia Records. Пізніше обидва співвласники Ruffhouse Records відкрили власні лейбли: Шварц — RuffNation Records (разом із Warner Records), а Ніколо — Judgement Records.